# Фолрад V фон Мансфелд-Хинтерорт
Фолрад V (III) фон Мансфелд-Хинтерорт (на немски: Volrad V (III) von Mansfeld-Hinterort; * 11 март 1520; † 3 или 30 декември 1578 в Петерщал, Страсбург) е граф на Мансфелд-Хинтерорт.
Той е най-големият син на граф Албрехт VII фон Мансфелд-Хинтерорт (1480 – 1560) и съпругата му графиня Анна фон Хонщайн-Клетенберг (ок. 1490 – 1559), дъщеря на Ернст IV фон Хонщайн-Клетенберг и Фелицитас фон Байхлинген.
Фолрад умира на 3 или 30 декмеври 1578 г. в Петерщал, Страсбург.

## Фамилия
Фолрад V фон Мансфелд-Хинтерорт се жени на 22 ноември 1556 г. в замък Мансфелд за Барбара Ройс-Плауен (1528 – 1580), дъщеря на Хайнрих XIII Ройс цу Грайц († 1535) и Амалия фон Мансфелд-Фордерорт († сл. 1554), дъщеря на граф Ернст II фон Мансфелд-Фордерорт († 1531). Те имат децата:
- Йохан Каспар фон Мансфелд-Хинтерорт (* ок. 1560; †1586), женен за София шенк фон Таутенбург
- Ханс Ернст фон Мансфелд-Хинтерорт († 5 септември 1572)
- Сара фон Мансфелд-Хинтерорт (* 1563; † 18 декември 1591), омъжена на 11 октомври 1589 г. в дворец Кведлинбург за граф Лудвиг Георг фон Щолберг-Ортенберг (* 8 октомври 1562; † 7 ноември 1618, Ортенберг)
- Фридрих фон Мансфелд-Хинтерорт († 7 декември 1592)
- Давид фон Мансфелд-Хинтерорт-Шраплау (* 12 юли 1571; † 6 март 1628), женен I. 1602 г. за Агнес Сибила фон Мансфелд (* 20 ноември 1567; † 24 август 1613), II. на 9 октомври 1614 г. в Шлайц за Юлиана Мария Ройс фон Гера (* 1 февруари 1598; † 4 януари 1650)